# Kings-Bay-Affäre

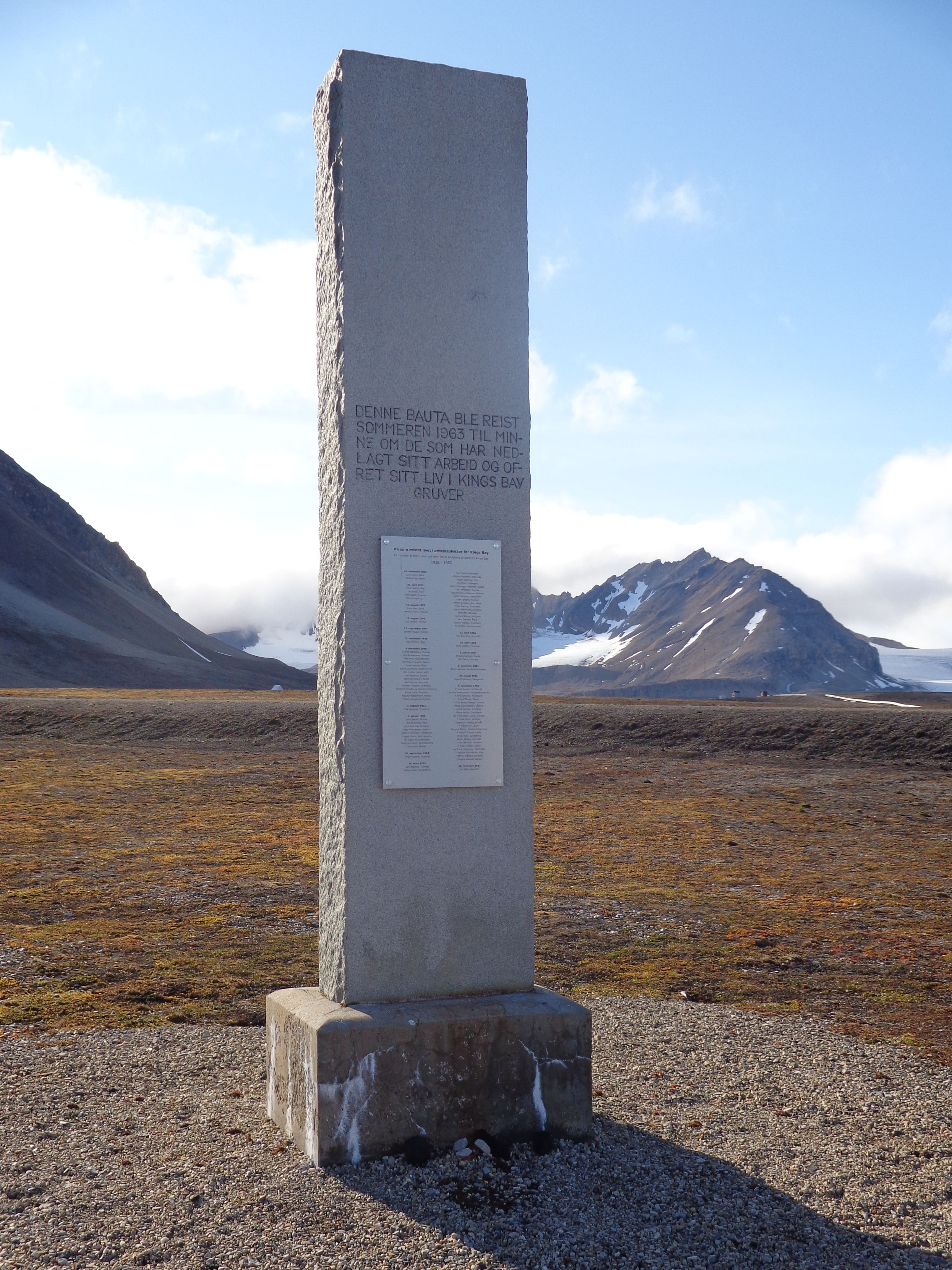
Denkmal für verunglückte Bergarbeiter in Spitzbergen

Die Kings-Bay-Affäre (norwegisch: Kings Bay-saken) war ein politischer Skandal in Norwegen, der 1963 im Rücktritt der Regierung von Einar Gerhardsen gipfelte. Sie bereitete den Weg für die erste bürgerliche Regierung nach dem Zweiten Weltkrieg in Norwegen. 

## Hintergrund
Die Kings Bay Kull Company war damals eine Steinkohlenbergbauunternehmung mit Sitz in Ny-Ålesund auf der von Norwegen verwalteten Insel Spitzbergen in Svalbard. Seit 1933 gehörte die Unternehmung zu hundert Prozent dem norwegischen Staat und wurde daher von der Regierung verwaltet. 
Zwischen 1945 und 1963 verloren mindestens 64 Personen bei drei schweren Unfällen in den Bergwerken ihr Leben. Im Sommer 1963 deckte eine vom Storting (Norwegisches Parlament) eingesetzte Kommission mehrere Mängel bei der Verwaltung des Bergwerks auf. Unter anderem beschuldigte die Kommission den damaligen Industrieminister Kjell Holler. 

## Politische Konsequenzen
Die bürgerliche Opposition gegen die Arbeiderpartiet forderte, dass Holler entlassen werden sollte, aber der Ministerpräsident Einar Gerhardsen machte geltend, dass Kings Bay dem Parlament keine Rechenschaft schuldig sei, da das Unternehmen als Wirtschaftsbetrieb und nicht als Behörde geführt werde. Die Opposition beurteilte das als Ausrede und befürchtete, dass damit eine Verschiebung des Machteinflusses weg von der Legislative hin zur Exekutive drohe. 
In der Zeit nach dem Zweiten Weltkrieg hatte die sozialdemokratische Regierung immer ein großes Vertrauen genossen. Jetzt musste Gerhardsen zum ersten Mal in seiner Regierungszeit vor dem Parlament erscheinen und die Arbeit seines Kabinetts rechtfertigen. Die zuvor gespaltene Opposition konnte sich auf einen Misstrauensantrag gegenüber der Regierungspartei einigen. Sie begründete den Antrag damit, dass Aktionäre bei Misswirtschaft auch einen Verwaltungsrat entlassen können, deshalb könne eine Regierung, die ein Unternehmen führe, auch entsprechend zur Verantwortung gezogen werden. Aus verständlichen Gründen unterstützten die Parlamentarier der Arbeiderpartiet den Antrag nicht. Da die bürgerliche Opposition und die Regierungspartei beide genau 74 Sitze besaßen, fiel die Entscheidung den zwei Vertretern der linken Sosialistisk Folkeparti zu.
Die Sosialistisk Folkeparti entschied die Abstimmung durch einen eigenen Misstrauensantrag, wonach sie zwar der Regierungspartei, nicht aber der aktuellen Regierung vertrauen würde. Das Bild, von der Zeitung Aftenposten veröffentlicht, das Gerhardsen beim Verlassen und John Lyng beim Betreten des Rednerpultes im Storting zeigt, wurde zu einem Symbol der politischen Geschichte Norwegens.

## Regierungswechsel
Die Regierung, die von John Lyng aus der Høyre-Partei gegründet wurde, war die erste nicht-sozialdemokratische Norwegens seit dem Zweiten Weltkrieg. Sie konnte sich jedoch nur für drei Wochen an der Spitze halten, da bereits die erste Regierungserklärung an einem Misstrauensantrag, diesmal von der Arbeiderpartiet und der Sosialistisk Folkeparti, scheiterte. Nachfolger Lyngs wurde wiederum Gerhardsen. 
Die Affäre war eine dramatische Episode in der norwegischen Geschichte, denn sie führte zum Ende der Gerhardsen-Dynastie und der Entstehung einer mehr artikulierenden und kohärenteren politischen Alternative im nicht-sozialistischen Lager. Trotz der kurzen Regierungszeit Lyngs war deutlich geworden, dass sich auch die Rechtsparteien zu einer Koalition vereinigen konnten. 1965, bei den auf die Affäre folgenden Parlamentswahlen, gewannen die nicht-sozialistischen Mitte-rechts-Parteien dann auch genügend Sitze, um mit Per Borten erneut eine Regierung stellen zu können.